# Tussi
Tussi är huvudpersonen i en serie barnböcker av författaren Ester Ringnér-Lundgren. Tussi är en flicka i lågstadieåldern som berättar om sin vardag med lek, skola och fantasi ur sitt eget perspektiv. Den första boken om Tussi gavs ut 1954 och serien omfattar 10 titlar. Böckerna gavs ut på B. Wahlströms bokförlag i serien B. Wahlströms barnböcker.

## Karaktärer i böckerna
- Tussi - hennes riktiga namn är Kristina
- Annika - syster till Tussi
- Bisse - bror till Tussi

## Böckerna om Tussi
- 1954 – Tussis sommarlov
- 1956 – Tussi i skolan
- 1958 – Tussi och trollkarlen
- 1960 – Tussi berättar mera
- 1961 – Tussi på vinterlov
- 1963 – April, april Tussi
- 1964 – Det spökar för Tussi
- 1966 – Tussi möter en tiger
- 1967 – Tussis lekstuga
- 1968 – Tussis nya klasskamrat